# Sankt Nikolajkatedralen
Sankt Nikolajkatedralen  (ryska: Николаевский собор, Armeniska: Սուրբ Պողոս-Պետրոս Եկեղեցի, Surb Nikolay Mayr yekeghets'i) var en kyrkobyggnad för militärer inom ryska ortodoxa kyrkan i distriktet Kentron i Jerevan i Armenien, som uppfördes under andra hälften av 1800-talet och revs 1931. På platsen ligger idag Shahumjantorget.
Kyrkan är byggd i lokal röd och svart tuff i den stil som vid slutet av 1800-talet var den vanliga i Ryssland. Katedralen revs 1931, och senare iordningställdes Shahumjantorget på tomten. 

## Bildgalleri

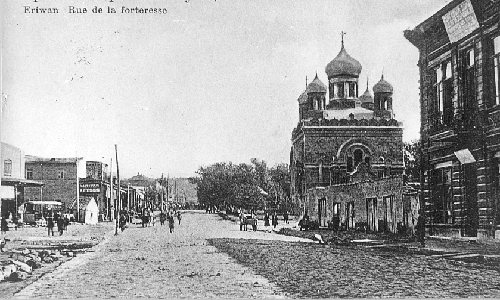
Katedralen med närmaste omgivning på Fästningsgatan
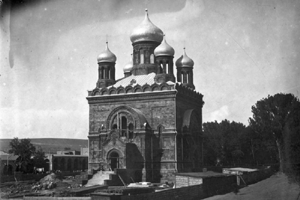
Fasaden
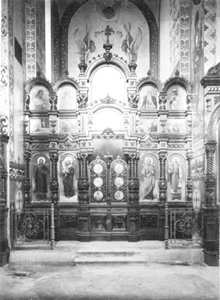
Altaret
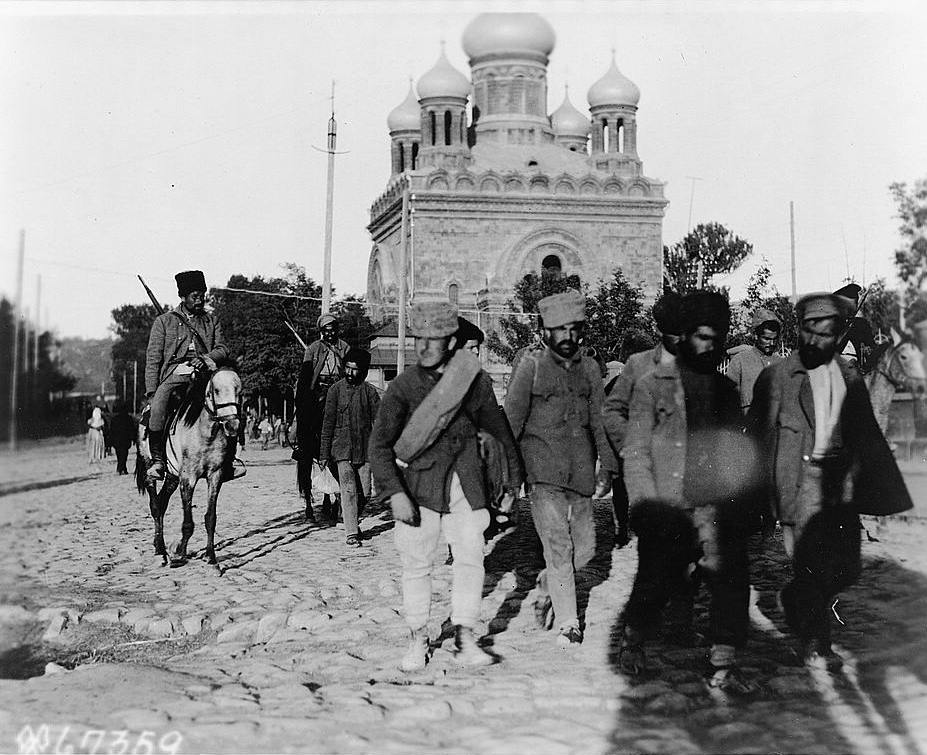
Armeniska soldater på marsch vid kyrkan 1919